# 木焱
木焱（1976年—）是一位马来西亚华人作家和詩人。

## 生平
本名林志遠，1976年生於馬來西亞柔佛州新山市。

## 著作
木焱曾出版多本詩集，包括《秘密寫詩》、《NO》、《毛毛之書》《我曾朗誦你》、《候鳥微積分》、《晚安台北》、《台灣腔馬來調》等，2012年出版詩集《帶著里爾克的肖像流浪》和散文集《聽寫詩人》

## 荣誉
曾获得游川短詩首獎，隆雪華堂新詩首獎，「第十屆花蹤文學獎馬華新詩評審獎」「第十五屆花蹤文學獎馬華新詩首獎」及「第一屆馬華文學大獎」；編過幾本詩刊，包括《蕉風》、《壹詩歌》等。